# Uloborus pteropus
Uloborus pteropus är en spindelart som först beskrevs av Tamerlan Thorell 1887. Uloborus pteropus ingår i släktet Uloborus och familjen krusnätsspindlar.
Artens utbredningsområde är Myanmar. Inga underarter finns listade i Catalogue of Life.